# درگس
درگس، روستایی در دهستان درگس بخش باهوکلات شهرستان دشتیاری در استان سیستان و بلوچستان ایران است. این روستا، مرکز دهستان درگس است.
روستای درگس در فاصله ۱۲۰ کیلومتری شهر چابهار قرار دارد.
شغل مردم روستای درگس کشاورزی و دامداری است.

## جمعیت
بر پایه سرشماری عمومی نفوس و مسکن در سال ۱۳۹۵، جمعیت این روستا برابر با ۳٬۹۵۹ نفر (۸۸۲ خانوار) بوده‌است.

## رتبه در استان
روستای درگس براساس آخرین آمار سرشماری سال ۹۵ از روستاهای بزرگ استان سیستان و بلوچستان است و جمعیت آن از ۱۹ شهر استان بیشتر است که در زیر آمده است.
- منبع:فهرست شهرهای استان سیستان و بلوچستان

| ردیف | نام شهر         | شهرستان     | جمعیت سال ۹۵! |
| ---- | --------------- | ----------- | ------------- |
| ۱    | آشار            | مهرستان     | ۳٬۷۸۶         |
| ۲    | بنجار           | زابل        | ۳٬۷۶۰         |
| ۳    | ادیمی           | نیمروز      | ۳٬۶۱۳         |
| ۴    | محمدآباد        | هامون       | ۳٬۴۶۸         |
| ۵    | کتیج            | فنوج        | ۳٬۰۱۶         |
| ۶    | پارود           | راسک        | ۲٬۹۹۷         |
| ۷    | اسفندک          | سراوان      | ۲٬۹۶۲         |
| ۸    | ساربوک          | قصرقند      | ۲٬۴۴۸         |
| ۹    | سیرکان          | سراوان      | ۲٬۱۹۶         |
| ۱۰   | سرباز           | سرباز       | ۲٬۰۲۰         |
| ۱۱   | سرجنگل          | زاهدان      | ۱٬۷۹۰         |
| ۱۲   | ریگ ملک         | میرجاوه     | ۱٬۶۸۸         |
| ۱۳   | هیدوچ           | سیب و سوران | ۱٬۶۷۴         |
| ۱۴   | قرقری           | هیرمند      | ۱٬۳۲۹         |
| ۱۵   | پلان            | چابهار      | ۱٬۰۴۴         |
| ۱۶   | ده رئیس         | خاش         | ۷۶۵           |
| ۱۷   | جزینک           | زهک         | ۶۷۶           |
| ۱۸   | شهر جدید رامشار | هامون       | ۲۴۵           |
| ۱۹   | شهر جدید تیس    | کنارک       | ۱۶۵           |